# Ctenerioptera
Ctenerioptera is een ondergeslacht van het insectengeslacht Erioptera binnen de familie steltmuggen (Limoniidae).

## Soorten
- E. (Ctenerioptera) caledonia (Alexander, 1948)
- E. (Ctenerioptera) derasa (Edwards, 1931)
- E. (Ctenerioptera) ferruginea (Brunetti, 1912)
- E. (Ctenerioptera) pectinella (Alexander, 1961)
- E. (Ctenerioptera) sziladyi (Alexander, 1934)